# Västerås stift

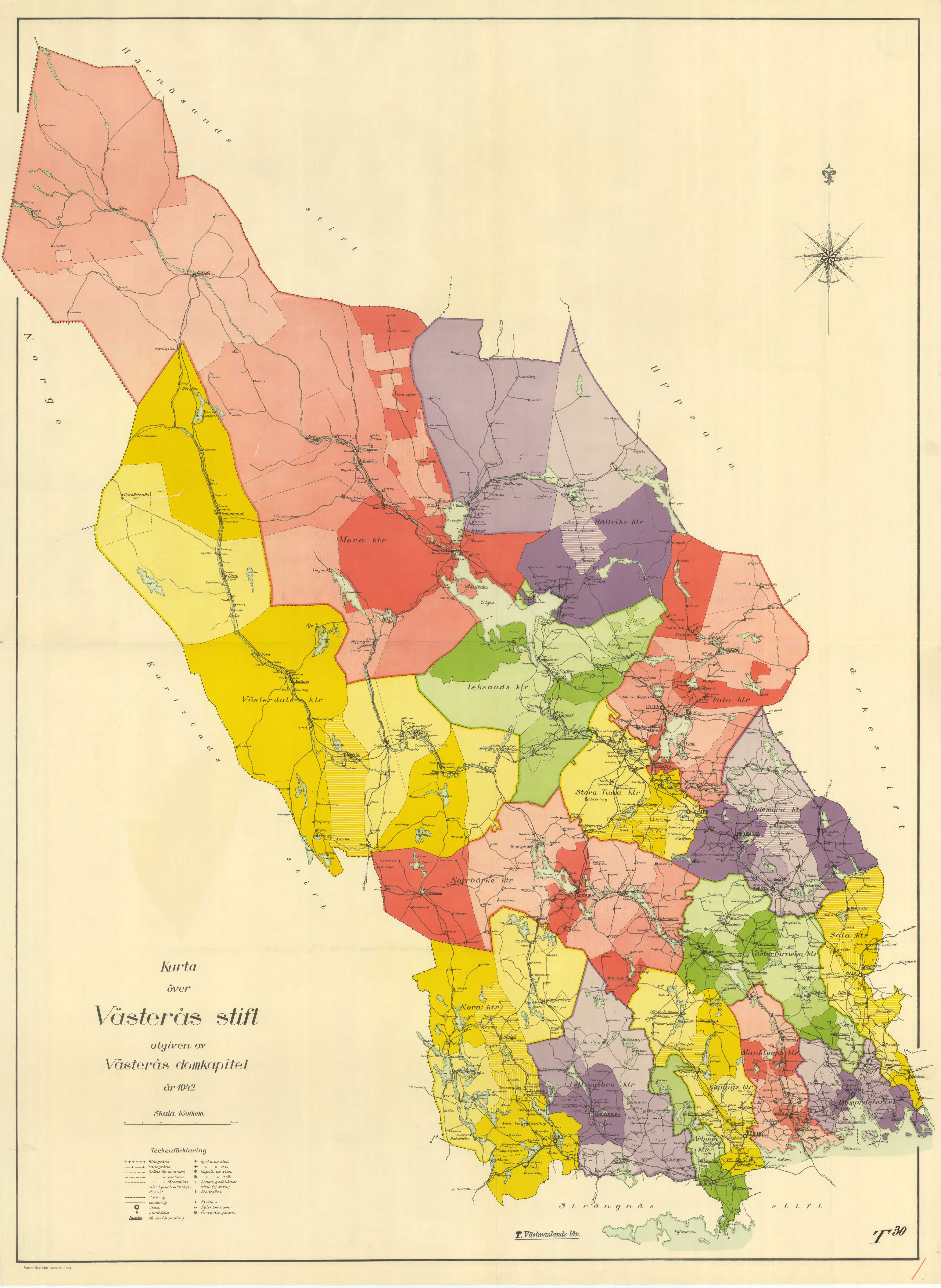
Karta över Västerås stift från 1942.

Västerås stift (latin: Dioecesis Arosiaiensis) är ett stift inom Svenska kyrkan som omfattar landskapen Västmanland och Dalarna (förutom Hamra-delen av Los-Hamra församling i Orsa finnmark som tillhör Uppsala stift) samt några församlingar i Uppland. Biskopssätet omnämns i Florenslistan från 1103.. Stiftet har åtta kontrakt, 44 pastorat och 76 församlingar (2014).
Mikael Mogren är stiftets biskop sedan 2015.

## Stiftets vapen
Stiftets vapen föreställer ett Gudslamm, ett tecken på att Västerås domkyrka var helgad åt Johannes Döparen under medeltiden. Domkyrkan var också helgad åt jungfru Maria och har ibland kallats Domkyrkan Vårfru och har förmodligen under medeltiden kallats ungefär Sankta Maria och Sankt Johannes domkyrka. I Västerås stadsvapen återfinns också två symboler för jungfru Maria: en ros och Mariamonogrammet. Detta vapen härstammar alltså från domkyrkans andra skyddspatron.

## Kontrakt
- Domprosteriet
- Södra Västmanlands kontrakt
- Bergslagens kontrakt
- Västerbergslagens kontrakt
- Norra Dalarnas kontrakt
- Tuna kontrakt
- Falu-Nedansiljans kontrakt
- Norra Västmanlands kontrakt

## Rollspel utgivet av Västerås stift
Stiftet har i samband med konfirmationen, via s.k Rollspelskonfirmation, skapat ett antal rollspel som berör olika teman såsom reformationen, kristnandet av Sverige men även rena framtidsskildringar. Förgrundsgestalt och projektledare för flera av spelen var Len Howard.

### Utgivet material
- Vägen (1993[7]) - Del 1 i Vägen-serien framtagen för konfirmationsutbildning. [8]
- Quo Vadis (1993[9]) - Del 2 i Vägen-serien framtagen för konfirmationsutbildning.  Utspelar sig i Palestina och Rom vid tiden för Petri död.[10]
- Ansgar (1993, 1995 och 1998[11]) -  Del 3 i Vägen-serien framtagen för konfirmationsutbildning.  Utspelar sig till den tid då de första kristna missionärerna verkade i Sverige.[12]
- Tellus (2001[13]) - Science fiction-rollspel som berättar en hoppfull framtid i skuggan av ett mörkt förflutet.[14]
- Sägen (2011[15]) - Ett spel i genren Urban fantasy. Rollpersonerna rör sig i ett Sverige som till ytan är väldigt likt vårt eget, men som under ytan fantastiska väsen och magi gömmer sig.[16]
- Reformator (2018[17]) - Ett spel som rör sig kring Luthers reformation och det moderna Sveriges födelse.[18]